# Farruko
Carlos Efrén Reyes Rosado (Bayamón, 2 de mayo de 1991), conocido por su nombre artístico Farruko, es un cantante y compositor puertorriqueño. Su repertorio se destaca principalmente por emplear los estilos de reguetón, EDM, pop urbano y trap latino. El artista ha ganado dos Premios Grammy Latinos y ha vendido miles de álbumes con 15 años de trayectoria.

## Carrera musical

### Inicios
Debutó en 2007 con «Bla, bla, bla», la cual tuvo la producción de Phantom y Villa y con el cual logró posicionarse dentro del ámbito musical, por lo que gracias a esto, lanzó canciones como «El Penthouse», «El paseo por el bloque» con Ñengo Flow y «No me atrevo» en 2007, «Escala a mi cama» con Galante & Killatonez y Ñengo Flow, «Sata es» con Galante & Killatonez y «Sexo fuera del planeta» con Fifer en 2008, curiosamente esta canción llamó la atención del productor de reguetón Alex Gárgolas, también logró consolidarse como uno de los talentos nuevos del reguetón.
En 2008, comenzó a tener problemas con el cantante Mac Dize, el cual había lanzado indirectas al exponente en la canción «Somos de barrio», con el que Rosado respondió con la canción «Hablemos claro», pero sus problemas no acabarían cuando a finales de ese mismo año, empezó a tener problemas con el cantante Eloy, lanzando la canción «Tiraera para Eloy», y posteriormente a esto, también comenzaría a tener problemas con el rapero Sanguinario La Pesadilla.
En el año 2009, lanzó la canción «Chulería en pote» en colaboración de Jadiel, está canción se presentó como el primer sencillo promocional del qué sería su primer álbum de estudio, el cual se lanzó el año siguiente.
El 29 de junio de 2010, contando con apenas diecinueve años de edad, lanzó al mercado su primer álbum de estudio El talento del bloque, lanzado bajó los sellos discográficos Siente Music y Universal Music Latino, el disco alcanzó la posición número 50 en el Top Latin Albums y la posición número 6 en el Latin Rhythm Albums, contó con las colaboraciones de artistas como Cosculluela, Yaga & Mackie, Arcángel, Julio Voltio, José Feliciano y Jadiel, incluyó 14 canciones entre los qué destacan «Nena fichu», «Web cam», «Te iré a buscar» y «Su hija me gusta».

### 2011-2014:The Most Powerful RookieyLos Menores
Durante el año 2011, lanzó varias canciones qué tuvieron mucho éxito como «Pa romper la discoteca» junto a Daddy Yankee y Yomo también lanzó la canción «Hoy», ese mismo año participó en la canción «Llegamos a la disco» junto a Daddy Yankee, Arcángel y De La Ghetto, También ese mismo año lanza la canción «Es hora» qué fue presentado como el primer sencillo del qué sería su segundo álbum de estudio.
A principios del año 2012, lanzó el sencillo «Cositas qué hacíamos», producido por Musicólogo & Menes, bajo el sello musical del El Cartel Records, el cual fue bien recibido por sus fanáticos, el 22 de mayo del mismo año lanzó su segundo álbum de estudio The Most Powerful Rookie, con el cual logró su primera nominación en los Premios Grammy Latinos como «mejor álbum de música urbana». El disco lanzado bajo los sellos discográficos Siente Music, incluyó las colaboraciones de artistas como Daddy Yankee, Alberto Stylee, Mozart La Para, y Fuego, de los temas más destacados de esta producción son «Titerito», «Va a ser abuela», «Si te pego cuerno», y «Hola beba», También participó en temas como «Más que un amigo», «Alegras mi vida», «Esto es reggaeton», entre otros. A finales del año tuvo un conflicto musical con Kendo Kaponi, a quién le lanzó la canción «Desenmascarando un Lobo» y con Arcángel con «Próspero Año Nuevo».
En 2013 lanzó el álbum Farruko Edition, una colaboración con los productores Los De La Nazza (Musicólogo & Menes) y El Cartel Records). Dentro de este álbum destacó la canción «Besas tan bien», «Mi vida no va a cambiar», entre otros. En el mismo año siguió lanzado temas como «6 AM» junto a J Balvin (liberada el 15 de octubre de 2013) y «Passion Whine» junto a Sean Paul Producido por Rvssian. «6 AM» logró el primer puesto en las listas Latin Rhythm Airplay y Tropical Songs de la revista Billboard.[cita requerida] «Passion Whine» llevó 26 semanas consecutivas en el puesto #10 de la lista Hot Latin Songs,[cita requerida] y también dentro del Top20 del Chart Urbano de Monitor Latino en República Dominicana. Ese mismo año lanzó temas como «Mirala», «Mujeriego», «Donde es el party», «Prendan los motores», «Yo me enamore», entre otros.
En 2014 realizó un concierto en el Choliseo de Puerto Rico promocionando su disco Los menores. De este álbum se desprende el sencillo «Lejos de aquí», que se colocó en el Top20 de Monitor Latino.[cita requerida] También alcanzó el puesto #12 en el Hot Latin Songs de la revista Billboard. En 2014 lanzó también el sencillo «Perreo 24 Hrs» junto al exponente Eloy, dejando en claro que ya no habían rivalidades entre ellos. Se lanzó otros temas como «En la lenta», «Dos mundos distintos», «Boomboneo», «Lo que la calle pide», «Me voy enamorando», entre otros. En ese año también continuó su diss con Kendo Kaponi lanzando «El exorcista», a finales de ese año los dos arreglaron en un recital en Bayamón.

### 2015-2021:Carbon Fiber Music:Visionary,TrapXFicante,GangaleeyLa 167
En 2015 lanzó su disquera Carbon Fiber Music en la cual forman parte artistas como Lary Over, Menor Menor, Almighty, Milly y anteriormente Sixto Rein. Su álbum Visionary se estrenó en octubre de 2015 con un repertorio de nuevas canciones, entre ellas «Sunset», en el cual participa el cantante Nicky Jam y Shaggy, además de otros sencillos como «Obsesionado», y «Chillax» junto a Ky-Mani Marley que alcanzó el puesto #1 en la lista Latin Airplay de la revista Billboard manteniéndose por dos semanas consecutivas.[cita requerida] Este mismo año, lanzó otras canciones como «Donde estas», «Bye bye», «Jodedor», «Te sirvo de abrigo», «Anda lucía», entre otros.[cita requerida]
A principios de ese mismo año lanzó una canción cristiana junto al rapero cristiano Manny Montes, el cual se titula: «Conoce la historia» donde ya daba pistas de que lo que Dios haría en su vida muchos años después. Esta canción actualmente se encuentra en el canal oficial de Manny Montes y acumula poco más de diez millones de visualizaciones.[cita requerida]
En 2016 realizó un segundo concierto en el Choliseo de Puerto Rico, organizado por Raphy Pina, en el que hizo un recorrido de sus primeras canciones hasta las más recientes para la época, y figuraron invitados como Daddy Yankee, Yandel, Baby Rasta y Gringo, De la Ghetto, Bryant Myers, Zion y Lennox, J Balvin, Nicky Jam, Arcángel, Tempo, Bad Bunny, Ñengo Flow, Ky-Mani Marley entre otros. Participó en el remix de «Ginza» junto a J Balvin y en el tercer álbum de estudio de Zion & Lennox, Motivan2. 
En 2017, participó en Real G 4 Life 3 en la canción «Que tu quieres». Ese mismo año, el lanzó el video de su primer sencillo promocional del álbum TrapXFicante, «Don't Let Go».[cita requerida] El video oficial fue estrenado el 16 de marzo, y consistió en una canción de trap romántico y a través de este video, envío un mensaje de unión y rechazo al odio y a la discriminación que atraviesan los inmigrantes en Estados Unidos. «Krippy Kush», producido por Rvssian, actualmente cuenta con más de 760 millones reproducciones en YouTube[cita requerida] y alcanzó el puesto #5 en el Hot Latin Songs, y en 2018 fue certificado multiplatino 16x por la RIAA [cita requerida] Unos meses después, salió a la luz el remix junto a Nicki Minaj y 21 Savage y se ubicó en el puesto #4 en la lista Latin Digital Songs;[cita requerida] el video oficial fue lanzado el 22 de diciembre, pero esta vez 21 Savage fue reemplazado por Travis Scott, a lo que alegó las razones:

No sacamos a 21 Savage, simplemente le quisimos dar otra sorpresa al público porque muchos americanos les encantó el tema y se montaron par de gente. Ahora mismo hay un remix con Pitbull, uno con French y este del vídeo con Travis que le encantó y la disquera pensó que era buena idea sacar el vídeo con alguien diferente para variar.
Farruko a Rapetón.

El 18 de abril de 2018, el álbum TrapXFicante fue certificado como disco de platino por la RIAA.[cita requerida] Durante este año, fue participó del primer concierto de su colega Ñengo Flow en el Coliseo José Miguel Agrelot de Puerto Rico. A finales de mayo de ese mismo año, fue lanzado el primer sencillo del álbum Gangalee «Inolvidable», al que se le sacó el remix junto a Daddy Yankee, Sean Paul y Akon.[cita requerida] En agosto, fue lanzado el sencillo «Coolant», el cual se le hizo un remix junto a Don Omar.[cita requerida] La versión original de Coolant no fue incluida en el álbum Gangalee. El 5 de octubre fue lanzado el remix de la canción «Calma» junto a Pedro Capó.[cita requerida] En 2019, fue lanzado otro remix de la canción «Calma», junto a Pedro Capó y la estadounidense Alicia Keys. El 21 de marzo, el productor y disc jockey Alan Walker lanzó un sencillo que contó con la participación de Farruko y la cantante estadounidense Sabrina Carpenter denominado «On My Way».[cita requerida] El 19 de abril fue estrenada la canción «Ramayama» del género reggae que contó con la voz de Farruko junto a Don Omar, en la que los dos dan su apoyo al consumo del cannabis.[cita requerida] Finalmente, el álbum Gangalee que fue lanzado el 26 de abril de 2019 e incluyó géneros como el dancehall y el reggae.[cita requerida] El álbum también incluyó la canción «Ponle», junto a J Balvin y producido por Rvssian que ya había sido lanzado previamente como tercer sencillo del álbum, y canciones como «La cartera» junto a Bad Bunny, y «Delincuente» junto a Anuel AA y Kendo Kaponi. Mientras que Rauw Alejandro, colaboró con Farruko en su álbum Fantasías, y «Nadie (Remix)» colaborando a Lunay, Ozuna y Sech, producido por Sharo Towers. En 2020, lanzó sencillos exitosos como «Que se joda», «Arriba», «Ella entendio», «Sunroof», «La toxica», entre otros. Este último, sería parte de su próximo disco.
El 1 de octubre de 2021, mismo año, lanzó La 167, su séptimo álbum de estudio, el cual contó con 25 canciones, también con las colaboraciones de Jay Wheeler, Ñengo Flow, Pedro Capó, Yomo, Myke Towers y entre otros, el álbum incluye canciones como «El incomprendido», «Guerrero», «Siempre Sere» y «Pepas».

### 2022: Conversión al cristianismo
El 12 de febrero de 2022, anunció su conversión al cristianismo durante una presentación en el FTX Arena en Miami. Farruko detuvo su concierto para dar un discurso, donde predicó sobre el mensaje de Dios y pidió perdón por las letras negativas de algunas de sus canciones, dejando entrever su retiro de la música secular. El suceso ocasionó que ciertos asistentes del concierto criticaran en redes sociales, a lo que el propio Farruko respondió que se hará un reembolso del dinero.
Tras anunciar su conversión, en abril del mismo año lanzó el videoclip del tema «My Lova», perteneciente a su álbum La 167. En mayo, estrenó «Nazareno», su primer sencillo oficialmente como intérprete de música cristiana, y en octubre, lanzó una remezcla de este última canción, en colaboración de Ankhal.
Luego de colaborar con Onell Diaz en «Incompleto» (2021), nuevamente se unen en «Misericordia», lanzado en 2023. Poco después, el 15 de junio de ese mismo año, Farruko gana el premio a Top Artista Cristiano/Espiritual en la cuarta entrega anual de los Premios Tu Música Urbano.

### 2025-presente
En mayo de 2025, realizó una colaboración musical para el remix de la canción «Tranquilo» de Louis BPM junto a J Balvin, iZaak y Kris R. En agosto del mismo año, estrenó el tema «Oe Oe» con Louis BPM.

## Discografía

### Álbumes de estudio
- 2010: El Talento del Bloque
- 2012: The Most Powerful Rookie
- 2013: Imperio Nazza: Farruko Edition
- 2014: Los menores
- 2015: Visionary
- 2017: TrapXFicante
- 2019: Gangalee
- 2021: La 167
- 2024: Cvrbon Vrmor

### Álbumes recopilatorios
- 2019: En letra de otro
- 2024: Transition (varios artistas)

## Giras
- La 167 Tour (2021-2022)[38][39]